# Problema do critério
No campo da epistemologia, o problema do critério é uma questão relativa ao ponto de partida do conhecimento. Esta é uma questão separada e mais fundamental do que o argumento do regresso encontrado nas discussões sobre a justificação do conhecimento.
Na filosofia ocidental, a mais antiga documentação sobrevivente do problema do critério está nas obras do filósofo pirrônico Sexto Empírico. Em Esboços do Pirronismo, Sexto Empírico demonstrou que nenhum critério de verdade havia sido estabelecido, contrariamente à posição de dogmáticos como os estóicos e sua doutrina de catalepsia. Neste, Sexto estava repetindo ou refletindo sobre argumentos pirrônicos anteriores sobre o problema do critério, como Pirro, o fundador do pirronismo, havia declarado que "nem nossas percepções sensoriais nem nossos doxai (visões, teorias, crenças) nos dizem a verdade ou mentira.
O filósofo americano Roderick Chisholm em sua Teoria do Conhecimento detalha o problema do critério com dois conjuntos de perguntas:
1. O que nós sabemos? ou Qual é a extensão do nosso conhecimento?
2. Como nós sabemos? ou Qual é o critério para decidir se temos conhecimento em qualquer caso particular?

Uma resposta a qualquer um dos conjuntos de perguntas nos permitirá conceber um meio de responder ao outro. Responder ao primeiro conjunto de perguntas primeiro é chamado de particularismo, enquanto responder ao último conjunto primeiro é chamado de metodismo. Uma terceira solução é o ceticismo, que proclama que uma vez que não se pode ter uma resposta para o primeiro conjunto de questões sem primeiro responder ao segundo conjunto, e não se pode esperar responder ao segundo conjunto de questões sem primeiro saber as respostas para o primeiro conjunto, nós são, portanto, incapazes de responder também. Isso tem o resultado de sermos incapazes de justificar qualquer uma de nossas crenças.
As teorias particularistas organizam coisas já conhecidas e tentam usar essas particularidades do conhecimento para encontrar um método de como sabemos, respondendo assim ao segundo conjunto de questões. As teorias metodistas propõem uma resposta ao conjunto de perguntas um e passam a usar isso para estabelecer o que, de fato, sabemos. O empirismo clássico abraça a abordagem metodista.